# Uppstaig (Gotland)
Uppstaig ist ein Naturreservat im Kirchspiel (schwedisch socken) Gammelgarn auf der schwedischen Insel Gotland.

## Lage
Uppstaig liegt ungefähr 3 km westlich von Katthammarsvik, 38 km südöstlich von Visby, 22 km südöstlich von Roma, 13 km nördlich von Ljugarn und 31 km südlich von Slite. Das Naturreservat ist 1,8 km² groß und liegt nördlich der Regionalstraße 631 von Katthammarsvik nach Dalhem.  Es wurde 1996 ausgewiesen und 2009 erweitert. Heute ist es außerdem ein Natura-2000-Gebiet.

## Naturreservat und Urwald
Große Teile des Naturreservats haben Urwaldcharakter, und vor allem nördlich des Feuchtgebiets Hällträsk gibt es Kiefern und Fichten, die 200–300 Jahre alt sind.
Weil der Wald für viele Jahre unberührt dort stehen konnte, findet man auch viel totes Holz und Baumstämme, die vom Wind umgestürzt wurden und seitdem liegen geblieben sind und sich langsam zersetzen.
Aufgrund des Urwaldcharakters leben dort viele Insektenarten; es sind allein 300 Arten von Käfern beobachtet worden.
Es treten auch zahlreiche Orchideen auf, unter anderem Langblättriges Waldvöglein und Pyramiden-Hundswurz.
Im mittleren und südlichen Teil des Reservats gibt es viele Feuchtgebiete, von denen Hällträsk das größte ist.

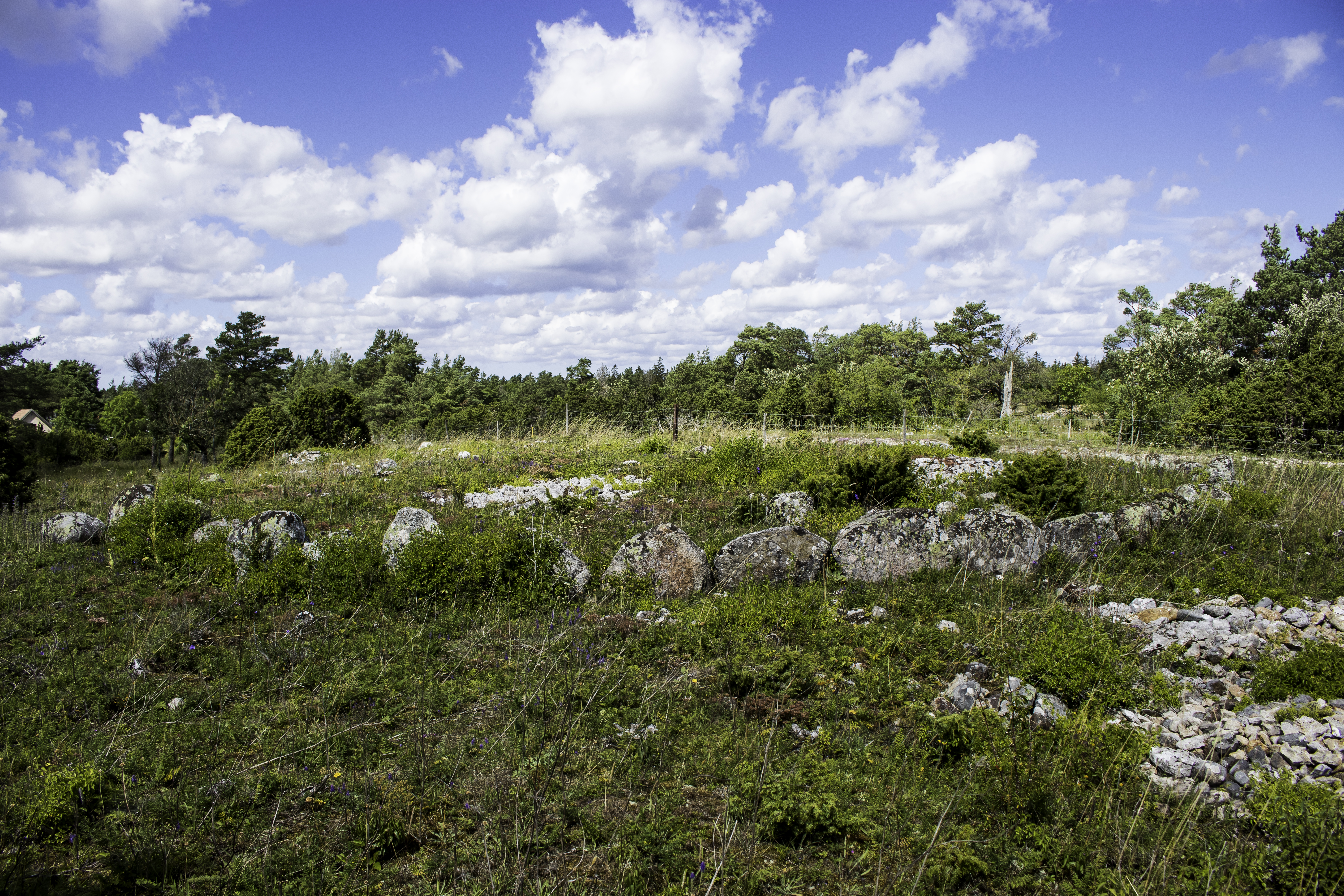
Gräberfeld Gammelgarn

## Gräberfeld
Östlich des Hallträsk (See) liegt das große Gräberfeld aus der jüngeren Eisenzeit mit 63 Fundstellen (schwedisch fornlämningar). Es besteht aus einem Domarring, der sieben Meter Durchmesser misst, zwei Bautasteinen, vier Rösen und 56 runden Steinsetzungen (schwedisch stensättningar). Der Steinkreis liegt im südlichen Teil des Gräberfeldes und besteht aus acht Natursteinen.